# Rod Brind'Amour
Roderic Jean "Rod" Brind'Amour, född 9 augusti 1970 i Ottawa, är en kanadensisk före detta professionell ishockeyspelare som spelade 1484 matcher och gjorde 452 mål och 732 assist för totalt 1184 poäng i NHL mellan 1989 och 2010.
Brind'Amour valdes som 9:e spelare totalt i 1988 års NHL-draft av St. Louis Blues och debuterade i NHL säsongen 1989–90. Under debutsäsongen gjorde Brind'Amour 26 mål och 35 assist för totalt 61 poäng på 79 matcher och blev uttagen i NHL All-Rookie Team. Efter säsongen 1990–91 byttes Brind'Amour tillsammans med Dan Quinn bort till Philadelphia Flyers i utbyte mot Murray Baron och Ron Sutter. Brind'Amour tillbringade åtta och en halv säsong i Philadelphia och gjorde sin poängmässigt bästa säsong i karriären säsongen 1993–94 då han gjorde 35 mål och 62 assist för totalt 97 poäng på 84 matcher. Han var även assisterande lagkapten till Kevin Dineen och senare Eric Lindros. Under sin tid i Philadelphia spelade Brind'Amour 484 raka NHL-matcher vilket var klubbrekord.
I januari 2000 blev Brind'Amour bortbytt för andra gången i karriären då han skickades till Carolina Hurricanes i utbyte mot Keith Primeau. Han var klubbens lagkapten från och med säsongen 2005–06 och vann Stanley Cup samma år. 2006 och 2007 vann Brind'Amour Frank J. Selke Trophy som ligans bästa defensiva forward. Efter säsongen 2009–10 meddelade Brind'Amour att han slutar som spelare. 15 juli 2010 offentliggjordes det att Brind'Amours tröjnummer skall pensioneras av Carolina Hurricanes inför matchen mot Philadelphia Flyers 18 februari 2010.
Han är far till Skyler Brind'Amour.

## Statistik

### Klubbkarriär
| 1988–89    | Michigan State Spartans | NCAA       | 42   | 27  | 32  | 59   | 63   | –   | –  | –  | –   | –  |
| 1988–89    | St. Louis Blues         | NHL        | –    | –   | –   | –    | –    | 5   | 2  | 0  | 2   | 4  |
| 1989–90    | St. Louis Blues         | NHL        | 79   | 26  | 35  | 61   | 46   | 12  | 5  | 8  | 13  | 6  |
| 1990–91    | St. Louis Blues         | NHL        | 78   | 17  | 32  | 49   | 93   | 13  | 2  | 5  | 7   | 10 |
| 1991–92    | Philadelphia Flyers     | NHL        | 80   | 33  | 44  | 77   | 100  | –   | –  | –  | –   | –  |
| 1992–93    | Philadelphia Flyers     | NHL        | 81   | 37  | 49  | 86   | 89   | –   | –  | –  | –   | –  |
| 1993-94    | Philadelphia Flyers     | NHL        | 84   | 35  | 62  | 97   | 85   | –   | –  | –  | –   | –  |
| 1994–95    | Philadelphia Flyers     | NHL        | 48   | 12  | 27  | 39   | 33   | 15  | 6  | 9  | 15  | 8  |
| 1995–96    | Philadelphia Flyers     | NHL        | 82   | 26  | 61  | 87   | 110  | 12  | 2  | 5  | 7   | 6  |
| 1996–97    | Philadelphia Flyers     | NHL        | 82   | 27  | 32  | 59   | 41   | 19  | 13 | 8  | 21  | 10 |
| 1997–98    | Philadelphia Flyers     | NHL        | 82   | 36  | 38  | 74   | 54   | 5   | 2  | 2  | 4   | 7  |
| 1998–99    | Philadelphia Flyers     | NHL        | 82   | 24  | 50  | 74   | 47   | 6   | 1  | 3  | 4   | 0  |
| 1999–00    | Philadelphia Flyers     | NHL        | 12   | 5   | 3   | 8    | 4    | —   | —  | —  | —   | —  |
| 1999–00    | Carolina Hurricanes     | NHL        | 33   | 4   | 10  | 14   | 22   | —   | —  | —  | —   | —  |
| 2000–01    | Carolina Hurricanes     | NHL        | 79   | 20  | 36  | 56   | 47   | 6   | 1  | 3  | 4   | 6  |
| 2001–02    | Carolina Hurricanes     | NHL        | 81   | 23  | 32  | 55   | 40   | 23  | 4  | 8  | 12  | 16 |
| 2002–03    | Carolina Hurricanes     | NHL        | 48   | 14  | 23  | 37   | 37   | –   | –  | –  | –   | –  |
| 2003–04    | Carolina Hurricanes     | NHL        | 78   | 12  | 26  | 38   | 28   | –   | –  | –  | –   | –  |
| 2004–05    | Kloten Flyers           | NL-A       | 2    | 2   | 1   | 3    | 0    | –   | –  | –  | –   | –  |
| 2005–06    | Carolina Hurricanes     | NHL        | 78   | 31  | 39  | 70   | 68   | 25  | 12 | 6  | 18  | 16 |
| 2006-07    | Carolina Hurricanes     | NHL        | 78   | 26  | 56  | 82   | 46   | –   | –  | –  | –   | –  |
| 2007–08    | Carolina Hurricanes     | NHL        | 59   | 19  | 32  | 51   | 38   | —   | —  | —  | —   | —  |
| 2008–09    | Carolina Hurricanes     | NHL        | 80   | 16  | 35  | 51   | 36   | 18  | 1  | 3  | 4   | 8  |
| 2009–10    | Carolina Hurricanes     | NHL        | 80   | 9   | 10  | 19   | 36   | —   | —  | —  | —   | —  |
| NHL totalt | NHL totalt              | NHL totalt | 1484 | 452 | 732 | 1184 | 1100 | 159 | 51 | 60 | 111 | 97 |